# Laerte Coutinho
Laerte Coutinho   (São Paulo, 10 de juny de 1951) o, simplement, Laerte, és una dibuixant de còmics i humorista gràfica trans brasilera, considerada una de les artistes més importants d'aquesta àrea en el país.
Va crear diversos personatges, com els Piratas do Tietê i Overman, molt populars al Brasil.

## Carrera professional

### Dibuix
El 1968, Laerte va concloure el Curs Lliure de Dibuix de la Fundació Armando Álvares Penteado. El 1969, va cursar comunicació i música en l'Escola de Comunicació i Arts de la Universitat de São Paulo, no obstant no va concloure els estudis. Encara en la seva etapa a la USP, va debutar professionalment dissenyant el personatge Leão per la revista Sibila, el 1970 i va ser la cofundadora, amb Luiz Gê, de la revista estudiantil Balão.
Laerte va participar de diverses publicacions com O Pasquim, Banas o Placar, va col·laborar amb les revistes Veja i Istoé i els diaris Folha de S. Paulo i O Estado de S. Paulo. Va treballar en la producció de targetes de solidaritat dintre del moviment d'auxili als presos polítics de la dictadura. El 1974, va guanyar el primer premi en el 1.º Saló Internacional d'Humor de Piracicaba. El 1978, va dissenyar històries del personatge João Ferrador per la publicació del sindicat dels metal·lúrgics de São Bernardo do Campo. Més tard fundaria la Oboré, una agència especialitzada en produir material de comunicació per sindicats. L'editora va publicar el seu llibre Il·lustració sindical (1986), amb mil il·lustracions, còmic i caricatures alliberades per ser emprades per sindicats i altres entitats.
A finals dels vuitanta, va publicar tires i còmics en les revistes Chiclete com Banana, Geraldão i Circo. El 1985 va ser editat el seu primer llibre, O tamanho da coisa, un recull de les seves vinyetes. El 1991, la Folha de S. Paulo va començar a publicar les tires dels Piratas do Tietê, que posteriorment eren publicades en llibre. Junt amb Angeli i Glauco dissenyaren les tires de Los Três Amigos, on tres personatges (l'alter ego del autors) mostraven un humor underground i canalla, escrit i dibuixat a sis mans. Més tard s'hi afegiria un quart il·lustrador, Adão Iturrusgarai. La idea de la tira va inspirar-se en la pel·lícula Els Tres Amigos i, com aquella, també s'ambienta en Mèxic.
El 2009, fou convidada per participar de l'àlbum MSP 50, en homenatge als 50 anys de carrera de Mauricio de Sousa. Laerte va crear una història protagonitzada per Franjinha i el seu gos Bidu. El 2010, en la XXII edició dels Trofeus HQ Mix, va rebre el guardó de Gran Mestre del còmic brasiler. El 2014, Laerte va tornar a publicar vinyetes per la Folha de S. Paulo.

#### Personatges principals

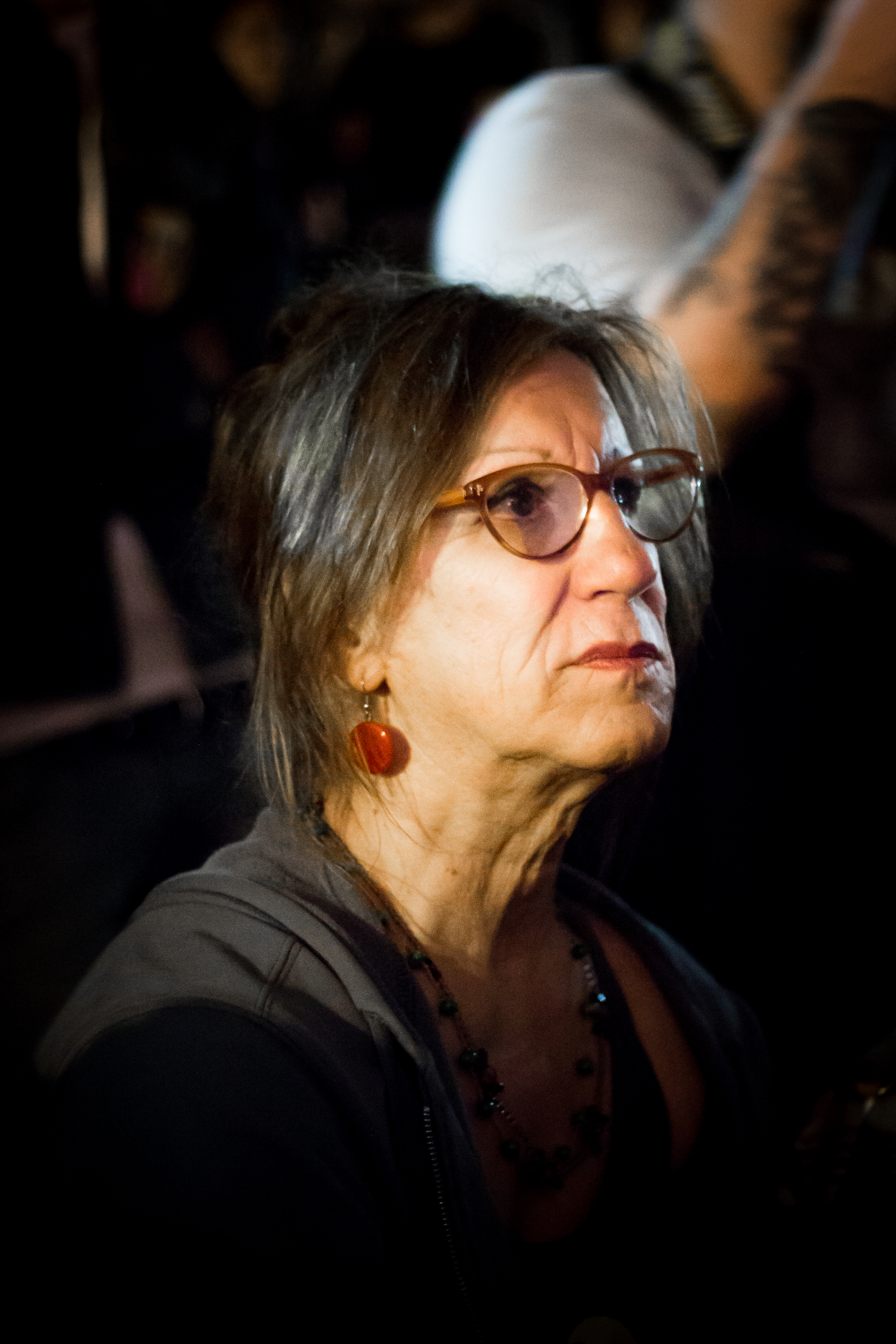
2014.

Aquests són alguns personatges coneguts de Laerte, sobretot per les seves tires còmiques publicades en diaris:
- Overman - un superheroi tanoca, amb uns valors morals que justegen i hàbits força retrògrads. El seu pitjor enemic és el seu propi ego. La seva aparença recorda el personatge d'Hanna Barbera Space Ghost.
- Deus - una visió humanitzada de Déu Pare, conscient de les seves veritables limitacions, fastiguejat de la rutina diària després de la seva obra mestra, la Creació.
- Piratas do Tietê - aquests pirates van canviar el mar pel no menys perillós riu Tietê –que travessa la ciutat de São Paulo. La ciutat és el centre de les seves activitats delictives.
- Hugo Baracchini - una paròdia de l'home blanc, conservador, de classe mitjana. L'autora el dibuixa com una víctima dels problemes de la vida actual: dificultats per fer servir un ordinador, complex per la mida del seu penis i menyspreu pel moment polític que el fa enyorar l'antic Regim Militar.
- Suriá - personatge de Laerte voltada pel públic infantil. Suriá és una nena negra de 9 anys que viu amb la seva família en un circ, on fa de trapezista.
- Muriel/Hugo - personatge transvestit que juga amb els patrons de gènere, alternant entre masculí i femení (respectivament, entre l'Hugo i na Muriel. La trama de les tires en que apareix narren el dia a dia de la població trans en el Brasil, criticant la transfòbia, la forma binària en que la cultura brasilera moderna tracta les qüestions de gènere i sexualitat i, de tant en tant, retratant també la vida sexual de les persones trans, sempre de forma humorística.

### Televisió

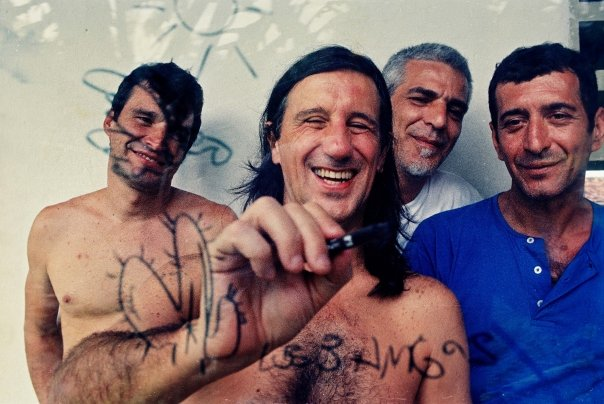
Els autors de Los Três Amigos, amb Laerte al capdavant.

Laerte també va actuar com guionista, havent col·laborat en diversos programes de la TV Globo. Va escriure guions pels programes humorístics TV Pirata i per les primeres temporades de Sai de Baixo. Encara en l'àrea d'humor, el 1997 va guionitzar la secció Vida ao vivo, dintre del programa dominical Fantástico.
Laerte també va escriure el programa infantil TV Colosso i el guió de cinema de Super-Colosso: A Gincana da TV Colosso. El 2010, va participar del guió i storyboard del curtmetratge d'animació Los três amigos, dirigit per Daniel Messias, basat en les tires de còmic publicades per Adão, Laerte, Angeli i Glauco.

### Cinema
El 2012, Laerte va ser la protagonista del curtmetratge Vestido de Laerte, dirigit per Cláudia Priscilla i Pedro Marques. La pel·lícula va ser vencedora en les categories millor curtmetratge i millor direcció del Festival de Cinema de Brasília d'aquell any.
L'any 2015, Laerte va participar en el documental de la cineasta Miriam Chnaiderman, De gravata e unha vermelha, treball que relata la realitat de transexuals, transvestits, transgèneres i adeptes del cross-dressing, debatent sobre la construcció individual del propi cos.
El 2017 va ser llançat el documental Laerte-se, codirigit per Eliane Brum i Lygia Barbosa, que parla sobre la transformació en l'art i en la vida personal de l'artista.

## Vida personal
L'any 2005 va perdre un de seus tres fills, Diogo, qui comptava llavors amb 22 anys, en un accident de cotxe.
En una entrevista de 2010, va revelar per què va abandonar alguns dels seus personatges, va començar a practicar transformisme i a identificar-se com a transgènere. El 2012, va ser cofundadora de l'Associació Brasilera de Transgèneres.
El 2012, va patir el robatori de la seva residència i moltes de les seves obres, en format físic i també digital (més de 20.000) van desaparèixer.
El 2013, el Ministeri de Cultura brasiler va concedir a Laerte la medalla de l'Orde del Mèrit Cultural.

## Obres publicades
| - Overman - Histórias Repentinas - Classificados Vol.1 - Classificados Vol.2 - Suriá - A Garota do Circo - Suriá - Contra o Dono do Circo - Classificados Vol.3 - Gatos - Bigodes ao Léu | - Deus - Deus 2 - A graça continua - Deus 3 - A Missão - Hugo para Principiantes - Seis Mãos Bobas (amb Angeli e Glauco) - Muchacha (amb Rafael Coutinho) - Fagundes - Um puxa-saco de mão cheia |